# Oh du lieber Augustin
Oh du lieber Augustin (Oh, cher Augustin) est une chanson viennoise composée par Marx Augustin en 1679.

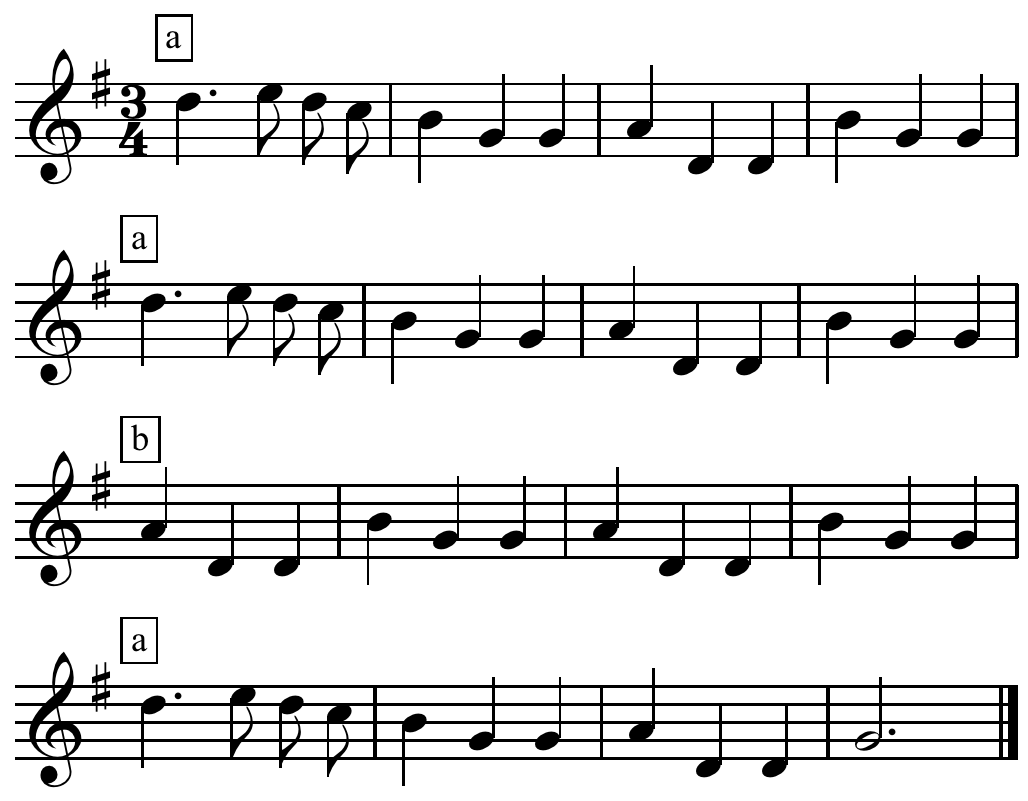
"Ach! du lieber Augustin"..

À cette époque, Vienne était frappée par la peste bubonique et Augustin était un chanteur de ballades et un joueur de cornemuse qui parcourait Vienne pour divertir sa population. Les Viennois appréciaient Augustin pour son humour dans ce moment difficile, le surnommant « cher Augustin ». Mais un jour, rentrant chez lui alors qu'il était ivre, il tomba dans le caniveau et s'endormit. Il fut pris pour un mort par les fossoyeurs qui patrouillaient, et il fut mis dans une fosse commune en même temps que son instrument, qu'on croyait infesté. Et quand il se réveilla, Augustin fut incapable de s'extraire de cette fosse commune. Il se mit à jouer de la cornemuse, voulant mourir de la même façon qu'il avait vécu. Les Viennois, qui l'entendirent, le sauvèrent et Augustin ne fut pas infecté. Il devint un symbole d'espoir pour les Viennois.
Cette histoire survit dans la chanson Oh du lieber Augustin, qui est encore très populaire en Autriche. Sa mélodie est presque identique à celle de Did You Ever See a Lassie? (en), mais elle est plus longue et plus mélancolique.

## Texte de la chanson
O, du lieber Augustin,
Augustin, Augustin,
O, du lieber Augustin,
Alles ist hin.
Geld ist weg, Mensch ist weg,
Alles hin, Augustin.
O, du lieber Augustin,
Alles ist hin.
Rock ist weg, Stock ist weg,
Augustin liegt im Dreck,
O, du lieber Augustin,
Alles ist hin.
Und selbst das reiche Wien,
Hin ist's wie Augustin;
Weint mit mir im gleichen Sinn,
Alles ist hin!
Jeder Tag war ein Fest,
Und was jetzt? Pest, die Pest!
Nur ein groß' Leichenfest,
Das ist der Rest.
Augustin, Augustin,
Leg' nur ins Grab dich hin!
O, du lieber Augustin,
Alles ist hin!
Marx Augustin (1679)

## Deuxième version
Oh du lieber Augustin
's Geld ist hin, d' Freud ist hin,
Oh du lieber Augustin,
Alles ist hin!
Ach und selbst das reiche Wien
Arm jetzt wie Augustin
Seufzt mit mir in gleichem Sinn
Alles ist hin!
Jeden Tag war sonst ein Fest,
Und was jetzt? Pest, die Pest!
Nur ein großes Leichennest,
Das ist der Rest!
Oh du lieber Augustin,
Leg nur ins Grab dich hin,
Ach du mein liebes Wien
Alles ist hin!

## Troisième version
Refrain :
Ach, du lieber Augustin,
Augustin, Augustin,
Ach, du lieber Augustin,
Alles ist hin!
1. Geld ist hin, Mädl ist hin,
Alles ist hin, Augustin!
Ach, du lieber Augustin,
Alles ist hin!
Refrain
2. Rock ist weg, Stock ist weg,
Augustin liegt im Dreck.
Ach, du lieber Augustin,
Alles ist hin!
Refrain
3. Und selbst das reiche Wien,
Hin ist's wie Augustin;
Weint mit mir im gleichen Sinn,
Alles ist hin!
Refrain
4. Jeder Tag war ein Fest,
Jetzt haben wir die Pest!
Nur ein großes Leichenfest,
Das ist der Rest.
Refrain
5. Augustin, Augustin,
Leg' nur ins Grab dich hin!
Ach, du lieber Augustin,
Alles ist hin!

## Utilisation dans d'autres œuvres musicales
Paul Wranitzky, Johann Nepomuk Hummel et Arnold Schönberg (dans son Quatuor à cordes) l'utilisèrent.

## Utilisation dans la culture populaire
- Hans Christian Andersen l'emploie ainsi dans son conte The Swineherd (en) : « Ach, du lieber Augustin/Alles ist weg, weg, weg! »
- Le groupe de musique de l'Université Johns-Hopkins joue cet air chaque fois que le Johns Hopkins Blue Jays men's lacrosse (en) marque 20 points[3].
- Dans les pays de langue néerlandaise, elle est devenue une chanson de Noël : Daar wordt aan de deur geklopt.[4]
- Louis Aragon y fait référence dans la première strophe de Bierstube Magie allemande dans le recueil Le Roman inachevé.

## Au cinéma
- 1922 : Oh, du lieber Augustin